# Wereldkampioenschap voetbal 1982 (Groep 1) Polen - Sovjet-Unie
Het duel tussen Polen en de Sovjet-Unie was voor beide landen de tweede wedstrijd uit de tweede ronde bij het WK voetbal 1982 in Spanje. De wedstrijd werd gespeeld op zondag 4 juli 1982 (aanvangstijdstip 21:00 uur lokale tijd) in het Camp Nou in Barcelona. Polen had het eerste duel uit de tweede ronde met 3-0 gewonnen van België, terwijl de Sovjets met 1-0 te sterk waren geweest voor de Rode Duivels.
Het was de tiende ontmoeting ooit tussen beide landen, die vijf jaar eerder, op 7 september 1977, voor het laatst hadden getroffen tijdens een vriendschappelijke interland in Volgograd. Polen verloor dat treffen met 4-1, onder meer door twee treffers van Oleh Blochin. Grzegorz Lato nam de enige Poolse treffer voor zijn rekening.
Het WK-duel in Barcelona, bijgewoond door 65.000 toeschouwers, stond onder leiding van scheidsrechter Bob Valentine uit Schotland, die werd geassisteerd door lijnrechters Clive White (Wales) en Henning Lund-Sørensen (Denemarken). Het duel eindigde in een 0-0 gelijkspel, waardoor Polen zich plaatste voor de halve finales van het toernooi.

## Wedstrijdgegevens
| Polen | 0 – 0        | Sovjet-Unie |
| | goals        | |
| Antoni Piechniczek | bondscoach   | Konstantin Beskov |
| |              | |
| Józef Młynarczyk Marek Dziuba Stefan Majewski Władysław Żmuda Paweł Janas Waldemar Matysik Janusz Kupcewicz 51' Andrzej Buncol Grzegorz Lato Włodzimierz Smolarek Zbigniew Boniek | opstellingen | Rinat Dasajev Sergey Borovski Aleksandr Tsjivadze Sergej Baltatsja Anatoli Demjanenko Vladimir Bessonov Tengiz Soelakvelidze 78' Joeri Gavrilov 57' Ramaz Sjengelija Choren Oganesjan Oleh Blochin |
| Włodzimierz Ciołek 51' | wissels      | 57' Sergej Andrejev 78' Vitaly Daraseliya |
| |              | |
| Andrzej Buncol 65' Zbigniew Boniek 88' | gele kaarten | 1' Aleksandr Tsjivadze 87' Sergey Borovski 90' Sergej Baltatsja |
| | rode kaarten | |

## Overzicht van wedstrijden
| Eerste ronde | | |
| Groep A | Groep B | Groep C |
| Italië – Polen Kameroen – Peru Italië – Peru Kameroen – Polen Polen – Peru Italië – Kameroen                                                       | West-Duitsland – Algerije Chili – Oostenrijk West-Duitsland – Chili Oostenrijk – Algerije Algerije – Chili West-Duitsland – Oostenrijk    | Argentinië – België Hongarije – El Salvador Argentinië – Hongarije België – El Salvador België – Hongarije Argentinië – El Salvador                |
| Groep D | Groep E | Groep F |
| Engeland – Frankrijk Tsjecho-Slowakije – Koeweit Engeland – Tsjecho-Slowakije Frankrijk – Koeweit Frankrijk – Tsjecho-Slowakije Engeland – Koeweit | Spanje – Honduras Joegoslavië – Noord-Ierland Spanje – Joegoslavië Honduras – Noord-Ierland Honduras – Joegoslavië Spanje – Noord-Ierland | Brazilië – Sovjet-Unie Schotland – Nieuw-Zeeland Brazilië – Schotland Sovjet-Unie – Nieuw-Zeeland Sovjet-Unie – Schotland Brazilië – Nieuw-Zeeland |

| Tweede ronde                                            |                                                                     |                                                             |                                                                             |
| Groep 1                                                 | Groep 2                                                             | Groep 3                                                     | Groep 4                                                                     |
| België – Polen België – Sovjet-Unie Polen – Sovjet-Unie | Engeland – West-Duitsland West-Duitsland – Spanje Engeland – Spanje | Italië – Argentinië Brazilië – Argentinië Italië – Brazilië | Frankrijk – Oostenrijk Oostenrijk – Noord-Ierland Noord-Ierland – Frankrijk |
| Halve finales                                           |                                                                     |                                                             |                                                                             |
| Polen – Italië                                          | Polen – Italië                                                      | West-Duitsland – Frankrijk                                  | West-Duitsland – Frankrijk                                                  |
| Troostfinale                                            |                                                                     |                                                             |                                                                             |
| Frankrijk – Polen                                       |                                                                     |                                                             |                                                                             |
| Finale                                                  |                                                                     |                                                             |                                                                             |
| Italië – West-Duitsland                                 |                                                                     |                                                             |                                                                             |